# Johan Jokinen
Johan Jokinen (Kopenhagen, 20 juni 1990) is een Deens autocoureur.

## Career

### Formule Ford
Jokinen begon zijn formulecarrière in lokale Formule Ford-kampioenschappen. Hij won de Formule Ford Junior Cup Denemarken en finishte als tweede in de Formule Ford Denemarken.

### Formule Renault
In 2007 nam Jokinen deel aan zes races van de Formule Renault 2.0 NEC voor KEO Racing. Hij finishte als 41e in de stand met 13 punten.
In het volgende seizoen nam hij deel in zowel de NEC als de Eurocup Formule Renault 2.0 voor respectievelijk de teams Motopark Academy en iQuick. Hij finishte als 4e in de NEC, waarbij hij 15 keer punten scoorde in 16 races, inclusief een overwinning op Oschersleben. In de Eurocup nam hij alleen deel aan de laatste 4 races waarbij hij geen punten scoorde.

### Formule 3
Jokinen maakte de fulltime overstap naar de Formule 3 toen hij werd vastgelegd door Kolles & Heinz Union in de Formule 3 Euroseries nadat Robert Wickens overstapte naar de Formule 2. Jokinen eindigde als 24e in het kampioenschap zonder punten te scoren.

### Formule 2
In 2010 promoveerde ook Jokinen naar de Formule 2. In het eerste weekend op Silverstone behaalde hij al meteen een derde plaats, gevolgd door een snelste ronde op Monza.

## Formule 2-resultaten
| Jaar | 1       | 2     | 3       | 4       | 5     | 6       | 7   | 8   | 9   | 10  | 11  | 12  | 13  | 14  | 15  | 16  | 17  | 18  | Rang | Punten |
| ---- | ------- | ----- | ------- | ------- | ----- | ------- | --- | --- | --- | --- | --- | --- | --- | --- | --- | --- | --- | --- | ---- | ------ |
| 2010 | SIL Ret | SIL 3 | MAR Ret | MAR Ret | MON 7 | MON Ret | ZOL | ZOL | ALG | ALG | BRH | BRH | BRN | BRN | OSC | OSC | VAL | VAL | 8e*  | 21*    |

* Seizoen loopt nog.